# Кузьминка (Лев-Толстовский район)
Кузьми́нка — деревня Первомайского сельсовета Лев-Толстовского района Липецкой области.

## Население
| 2000 | 2010 |
| ---- | ---- |
| 31   | ↘15  |